# Henefer
La ville de Henefer (en anglais [ˈhɛnəfɜr]) est située dans le comté de Summit, dans l’État de l’Utah, aux États-Unis. Sa population, qui s’élevait à 766 habitants lors du recensement de 2010, est estimée à 959 habitants en 2019.

## Source
- (en) Cet article est partiellement ou en totalité issu de l’article de Wikipédia en anglais intitulé « Henefer, Utah » (voir la liste des auteurs).

1. ↑  (en) « Population and Housing Unit Estimates » (consulté le 4 juin 2019)
2. ↑  (en) « Census of Population and Housing », Census.gov (consulté le 4 juin 2015)